# Чемпіонат Австрії з футболу 2021—2022
Австрійська футбольна бундесліга 2021—2022 (нім. Österreichische Fußballmeisterschaft 2021—2022) — 111-ий сезон чемпіонату Австрії з футболу. Чемпіоном вдевяте поспіль став «Ред Булл».

## Регламент змагань
В першості беруть участь 12 команд: 11 команд, що залишились в Бундеслізі, плюс одна команда, що здобула право змагатись у Бундеслізі країни за підсумками змагань у Першій лізі.
Чемпіонат складається з двох етапів, на першому 12 клубів грали двоколовий турнір, на другому етапі перша шістка вела боротьбу за чемпіонське звання, а друга шістка визначала найгіршу команду. За результатами другого етапу команда, що посіла останнє місце вибуває до нижчого дивізіону.

## Команди учасники турніру

### Стадіони
| Команда               | Місто                  | Стадіон                | Глядачі |
| --------------------- | ---------------------- | ---------------------- | ------- |
| Адміра Ваккер Медлінг | Медлінг                | Бундесштадіон Зюдштадт | 12 000  |
| Альтах                | Альтах                 | Кашпоінт Арена         | 8900    |
| Аустрія (Відень)      | Відень                 | Ернст-Гаппель-Штадіон  | 50 000  |
| Аустрія (Клагенфурт)  | Клагенфурт-ам-Вертерзе | Вертерзее-Штадіон      | 32 000  |
| Вольфсбергер          | Вольфсберг             | Лавантталь-Арена       | 8000    |
| Гартберг              | Гартберг               | Гартберг               | 4500    |
| ЛАСК                  | Лінц                   | Вальдштадіон           | 7870    |
| Рапід                 | Відень                 | Альянцштадіон          | 28 345  |
| Ред Булл              | Зальцбург              | Ред Булл Арена         | 31 895  |
| Рід                   | Рід-ім-Іннкрайс        | Кайне Зорґе Арена      | 7700    |
| Сваровський Тироль    | Ваттенс                | Гернот Лангес-Штадіон  | 5500    |
| Штурм                 | Ґрац                   | Меркур Арена           | 15 312  |

## Турнірна таблиця
| Поз | Команда               | І  | В  | Н | П  | ГЗ | ГП | РГ  | О  | Кваліфікація       |
| --- | --------------------- | -- | -- | - | -- | -- | -- | --- | -- | ------------------ |
| 1   | Ред Булл              | 22 | 17 | 4 | 1  | 50 | 13 | +37 | 55 | Чемпіонський раунд |
| 2   | Штурм                 | 22 | 10 | 7 | 5  | 46 | 32 | +14 | 37 | Чемпіонський раунд |
| 3   | Вольфсбергер          | 22 | 11 | 4 | 7  | 34 | 32 | +2  | 37 | Чемпіонський раунд |
| 4   | Аустрія (Відень)      | 22 | 8  | 9 | 5  | 31 | 23 | +8  | 33 | Чемпіонський раунд |
| 5   | Рапід                 | 22 | 8  | 7 | 7  | 35 | 31 | +4  | 31 | Чемпіонський раунд |
| 6   | Аустрія (Клагенфурт)  | 22 | 7  | 9 | 6  | 31 | 33 | −2  | 30 | Чемпіонський раунд |
| 7   | Рід                   | 22 | 7  | 8 | 7  | 31 | 41 | −10 | 29 | Втішний раунд      |
| 8   | ЛАСК                  | 22 | 6  | 7 | 9  | 28 | 29 | −1  | 25 | Втішний раунд      |
| 9   | Тироль                | 22 | 5  | 8 | 9  | 30 | 42 | −12 | 23 | Втішний раунд      |
| 10  | Гартберг              | 22 | 5  | 7 | 10 | 29 | 35 | −6  | 22 | Втішний раунд      |
| 11  | Адміра Ваккер Медлінг | 22 | 4  | 8 | 10 | 25 | 31 | −6  | 20 | Втішний раунд      |
| 12  | Альтах                | 22 | 3  | 4 | 15 | 10 | 38 | −28 | 13 | Втішний раунд      |

## Результати матчів
| Команда              | АДМ | АЛЬ | АУВ | АУК | ВОЛ | ГАР | ЛАСК | РАП | РБЗ | РІД | СТИ | ШТУ |
| -------------------- | --- | --- | --- | --- | --- | --- | ---- | --- | --- | --- | --- | --- |
| Адміра               | —   | 2–0 | 1–2 | 4–0 | 0–1 | 1–1 | 0–3  | 1–2 | 0–1 | 1–2 | 0–1 | 1–1 |
| Альтах               | 0–2 | —   | 0–2 | 0–4 | 1–2 | 0–2 | 0–1  | 2–1 | 1–1 | 1–1 | 0–3 | 0–1 |
| Аустрія (Відень)     | 2–2 | 0–0 | —   | 1–1 | 1–0 | 2–0 | 2–3  | 1–1 | 0–1 | 4–1 | 1–1 | 2–1 |
| Аустрія (Клагенфурт) | 3–3 | 2–0 | 0–0 | —   | 1–1 | 4–3 | 1–1  | 1–1 | 2–1 | 1–1 | 2–1 | 0–3 |
| Вольфсбергер         | 3–0 | 3–0 | 1–0 | 2–1 | —   | 1–3 | 1–0  | 4–1 | 0–2 | 2–1 | 2–2 | 1–4 |
| Гартберг             | 1–1 | 1–2 | 3–4 | 0–2 | 2–2 | —   | 2–1  | 1–1 | 0–1 | 1–1 | 0–1 | 3–2 |
| ЛАСК                 | 3–1 | 0–1 | 0–2 | 2–2 | 0–1 | 1–1 | —    | 1–1 | 0–0 | 1–0 | 3–0 | 1–3 |
| Рапід                | 1–2 | 1–0 | 1–1 | 3–0 | 3–0 | 0–2 | 3–2  | —   | 1–2 | 3–0 | 5–2 | 0–3 |
| Ред Булл             | 0–0 | 4–0 | 1–0 | 3–1 | 2–0 | 2–1 | 3–1  | 2–0 | —   | 7–1 | 5–0 | 4–1 |
| Рід                  | 2–1 | 2–1 | 2–1 | 1–1 | 3–3 | 1–0 | 1–0  | 2–2 | 2–2 | —   | 3–2 | 2–2 |
| Тироль               | 1–1 | 0–0 | 1–1 | 0–1 | 5–1 | 2–2 | 1–1  | 0–2 | 1–3 | 4–2 | —   | 2–2 |
| Штурм                | 1–1 | 3–1 | 2–2 | 2–1 | 0–3 | 3–0 | 3–3  | 2–2 | 1–3 | 1–0 | 5–0 | —   |

## Чемпіонський раунд
| Поз | Команда              | І  | В  | Н  | П  | ГЗ | ГП | РГ  | О  | Кваліфікація                               |
| --- | -------------------- | -- | -- | -- | -- | -- | -- | --- | -- | ------------------------------------------ |
| 1   | Ред Булл (C)         | 32 | 25 | 5  | 2  | 77 | 19 | +58 | 52 | Ліга чемпіонів груповий етап               |
| 2   | Штурм                | 32 | 16 | 8  | 8  | 62 | 46 | +16 | 37 | Ліга чемпіонів 2-й кваліфікаційний раунд   |
| 3   | Аустрія (Відень)     | 32 | 11 | 13 | 8  | 44 | 39 | +5  | 29 | Ліга Європи плей-оф раунд                  |
| 4   | Вольфсбергер         | 32 | 14 | 5  | 13 | 48 | 53 | −5  | 28 | Ліга конференцій 3-й кваліфікаційний раунд |
| 5   | Рапід                | 32 | 10 | 11 | 11 | 48 | 45 | +3  | 25 | Плей-оф до Ліги конференцій                |
| 6   | Аустрія (Клагенфурт) | 32 | 8  | 12 | 12 | 43 | 57 | −14 | 21 |                                            |

Результати
| Команда              | АУВ | АУК | ВОЛ | РАП | РБЗ | ШТУ |
| -------------------- | --- | --- | --- | --- | --- | --- |
| Аустрія (Відень)     | —   | 1–1 | 2–1 | 1–1 | 1–2 | 4–2 |
| Аустрія (Клагенфурт) | 1–2 | —   | 2–3 | 1–3 | 0–6 | 1–2 |
| Вольфсбергер         | 1–1 | 1–2 | —   | 2–1 | 1–4 | 0–2 |
| Рапід                | 1–1 | 2–2 | 2–1 | —   | 0–1 | 1–1 |
| Ред Булл             | 5–0 | 1–1 | 4–0 | 2–1 | —   | 1–0 |
| Штурм                | 1–0 | 3–1 | 1–4 | 2–1 | 2–1 | —   |

## Втішний раунд
Команди почали втішний раунд з половиною очок з першого раунду (округлених до меншого). В результаті, команди почали сезон  з наступними очками: Рід з 14, ЛАСК з 12, Тироль з 11, Гартберг з 11, Адміра Ваккер з 10 та Альтах з 6. Очки Ріда, ЛАСКу, Тироля та Альтаху були округлені до меншого – тому у випадку рівної кількості очків в кінці раунду ці команди отримають додаткові півбала для визначення фінального місця.
| Поз | Команда                   | І  | В  | Н  | П  | ГЗ | ГП | РГ  | О  | Кваліфікація                |
| --- | ------------------------- | -- | -- | -- | -- | -- | -- | --- | -- | --------------------------- |
| 1   | Тироль (Q)                | 32 | 10 | 10 | 12 | 46 | 58 | −12 | 28 | Плей-оф до Ліги конференцій |
| 2   | ЛАСК (Q)                  | 32 | 9  | 12 | 11 | 44 | 42 | +2  | 26 | Плей-оф до Ліги конференцій |
| 3   | Альтах                    | 32 | 7  | 8  | 17 | 24 | 49 | −25 | 22 |                             |
| 4   | Рід                       | 32 | 8  | 13 | 11 | 40 | 54 | −14 | 22 |                             |
| 5   | Гартберг                  | 32 | 7  | 12 | 13 | 43 | 47 | −4  | 22 |                             |
| 6   | Адміра Ваккер Медлінг (R) | 32 | 6  | 13 | 13 | 36 | 46 | −10 | 21 | Вибув до другого дивізіону  |

1. 1 2 3  Очки без заокруглення: Альтах 22.5, Рід 22.5, Гартберг 22; Очки в особистих зустрічах: Альтах 4, Рід 1

Результати
| Команда  | АДМ | АЛЬ | ГАР | ЛАСК | РІД | СТИ |
| -------- | --- | --- | --- | ---- | --- | --- |
| Адміра   | —   | 0–3 | 1–3 | 1–1  | 2–0 | 1–1 |
| Альтах   | 2–2 | —   | 0–0 | 0–0  | 1–1 | 2–1 |
| Гартберг | 1–2 | 4–0 | —   | 0–0  | 1–1 | 0–1 |
| ЛАСК     | 3–1 | 2–1 | 3–3 | —    | 0–2 | 6–0 |
| Рід      | 1–1 | 1–2 | 0–0 | 1–1  | —   | 2–3 |
| Тироль   | 0–0 | 0–3 | 4–2 | 4–0  | 2–0 | —   |

## Плей-оф до Ліги конференцій
Переможець плей-оф потрапляє до другого кваліфікаційного раунду Ліги конференцій 2022—23. 
| Команда        | Місце                        |
| -------------- | ---------------------------- |
| Рапід (Відень) | 5 місце чемпіонського раунду |
| Тіроль         | 1 місце втішного раунду      |
| ЛАСК           | 2 місце втішного раунду      |

### Півфінал
Матч між 1 та 2 місцем втішного раунду відбувся 23 травня 2022 року.
| Команда 1 | Рахунок | Команда 2 |
| --------- | ------- | --------- |
| Тіроль    | 2:1     | ЛАСК      |

### Фінал
Перший матч відбувся 26 травня, а матч-відповідь — 29 травня 2022 року. Переможець проходить до Ліги конференцій 2022—23.
| Команда 1 | Заг. | Команда 2      | 1-й матч | 2-й матч |
| --------- | ---- | -------------- | -------- | -------- |
| Тіроль    | 1:4  | Рапід (Відень) | 1:2      | 0:2      |